# Gran Premi del cantó d'Argòvia
El Gran Premi del cantó d'Argòvia (en alemany: Grosser Preis des Kantons Aargau), també conegut com a  Gran Premi de Gippingen, és una competició ciclista que es disputa anualment per les carreteres del voltant de la vila de Gippingen, al cantó d'Argòvia, a Suïssa. Es disputà per primera vegada el 1964 i actualment forma part de l'UCI Europe Tour, amb una categoria 1.HC.
Jan Lauwers fou el primer a guanyar-la, mentre que Alexander Kristoff, amb tres victòries, és el ciclista que més vegades l'ha guanyat.

## Palmarès
| Any  | Vencedor                | Segon                      | Tercer                            |         |
| ---- | ----------------------- | -------------------------- | --------------------------------- | ------- |
| 1964 | Jan Lauwers             | Georges Vandenberghe       | Sylvain Henckaerts                |         |
| 1965 | Jean Stablinski         | Dieter Kemper              | Werner Weber                      |         |
| 1966 | Wilfried Peffgen        | Tom Simpson                | Dieter Kemper                     |         |
| 1967 | Edward Sels             | Herman Vrancken            | Giampiero Macchi                  |         |
| 1968 | Willy Vekemans          | Etienne Buysse             | Pierre Vreys                      |         |
| 1969 | Walter Godefroot        | Erich Spahn                | Jean Ronsmans                     |         |
| 1970 | Eric De Vlaeminck       | Frans Kerremans            | Maurice Dury                      |         |
| 1971 | Michel Périn            | Jean-Pierre Berckmans      | Wim Prinsen                       |         |
| 1972 | Georges Pintens         | Karl-Heinz Muddemann       | Arthur Van De Vijver              |         |
| 1973 | Marino Basso            | Herman Van Springel        | Alessio Peccolo                   |         |
| 1974 | Giacinto Santambrogio   | Marcello Osler             | Martín Emilio Rodríguez Gutiérrez |         |
| 1975 | André Dierickx          | Dietrich Thurau            | Valerio Lualdi                    |         |
| 1976 | Roy Schuiten            | Jan Raas                   | Pol Verschuere                    |         |
| 1977 | Dietrich Thurau         | Michel Pollentier          | Roland Salm                       |         |
| 1978 | Simone Fraccaro         | Paul Wellens               | Francesco Moser                   |         |
| 1979 | Giuseppe Saronni        | Claudio Torelli            | Paul Wellens                      |         |
| 1980 | Patrick Pevenage        | Willy Teirlinck            | Piet van Katwijk                  |         |
| 1981 | Daniel Gisiger          | Philippe Vandeghinste      | Luciano Rui                       |         |
| 1982 | Jacques Hanegraaf       | Adri van der Poel          | Luc Govaerts                      |         |
| 1983 | Siegfried Hekimi        | Bernard Gavillet           | Daniel Gisiger                    |         |
| 1984 | Ferdinand Van Den Haute | Jozef Lieckens             | Pierino Gavazzi                   |         |
| 1985 | Urs Freuler             | Erich Maechler             | Giuseppe Martinelli               |         |
| 1986 | Frank Hoste             | Peter Stevenhaagen         | Gilbert Glaus                     |         |
| 1987 | Adri van der Poel       | Frans Maassen              | Othmar Häfliger                   |         |
| 1988 | Arjan Jagt              | Flavio Chesini             | Frank Hoste                       |         |
| 1989 | Paolo Rosola            | Urs Freuler                | Stefan Joho                       |         |
| 1990 | Adri van der Poel       | Werner Wüller              | Carlo Bomans                      |         |
| 1991 | Sammie Moreels          | Etienne De Wilde           | Rudy Verdonck                     |         |
| 1992 | Uwe Ampler              | Dominique Arnould          | Dante Rezze                       |         |
| 1993 | Gianni Bugno            | Claudio Chiappucci         | Prudencio Induráin Larraya        |         |
| 1994 | Pascal Richard          | Armand de Las Cuevas       | Rudy Verdonck                     |         |
| 1995 | Pascal Richard          | Arvis Piziks               | Steffen Wesemann                  |         |
| 1996 | Fabrizio Guidi          | Abraham Olano Manzano      | Bjarne Riis                       |         |
| 1997 | Udo Bölts               | Andrei Txmil               | Dmitri Konyschew                  |         |
| 1998 | Michele Bartoli         | Serguei Ivanov             | Oscar Camenzind                   |         |
| 1999 | Romāns Vainšteins       | Gabriele Missaglia         | Gorazd Štangelj                   |         |
| 2000 | Steffen Wesemann        | Stefano Garzelli           | Laurent Dufaux                    |         |
| 2001 | Karsten Kroon           | Alberto Elli               | Jakob Piil                        |         |
| 2002 | Giuseppe Palumbo        | Alberto Ongarato           | Paolo Lanfranchi                  |         |
| 2003 | Martin Elmiger          | Paolo Bettini              | Serguei Ivanov                    |         |
| 2004 | Matteo Tosatto          | Markus Zberg               | Martin Elmiger                    |         |
| 2005 | Alexandre Moos          | Jan Ullrich                | Marcel Strauss                    |         |
| 2006 | Beat Zberg              | Nick Nuyens                | Grégory Rast                      |         |
| 2007 | John Gadret             | Raffaele Ferrara           | Tomasz Marczyński                 |         |
| 2008 | Lloyd Mondory           | Martin Elmiger             | Thomas Löfkvist                   |         |
| 2009 | Peter Velits            | Ben Hermans                | Heinrich Haussler                 |         |
| 2010 | Kristof Vandewalle      | Emanuele Sella             | Heinrich Haussler                 |         |
| 2011 | Michael Albasini        | Giovanni Visconti          | Stefan Schumacher                 |         |
| 2012 | Serguei Lagutin         | Vladímir Gússev            | Georg Preidler                    |         |
| 2013 | Michael Albasini        | Jonathan Hivert            | Marco Frapporti                   |         |
| 2014 | Simon Geschke           | Silvan Dillier             | Jérôme Baugnies                   |         |
| 2015 | Alexander Kristoff      | Michael Albasini           | Davide Appollonio                 |         |
| 2016 | Giacomo Nizzolo         | Andrea Pasqualon           | David Tanner                      |         |
| 2017 | Sacha Modolo            | John Degenkolb             | Niccolò Bonifazio                 |         |
| 2018 | Alexander Kristoff      | Francesco Gavazzi          | Marco Canola                      |         |
| 2019 | Alexander Kristoff      | Andrea Pasqualon           | Reinardt Janse van Rensburg       |         |
| 2020 | suspesa                 | suspesa                    | suspesa                           | suspesa |
| 2021 | Ide Schelling           | Rui Alberto Faria da Costa | Esteban Chaves Rubio              |         |
| 2022 | Marc Hirschi            | Maximilian Schachmann      | Andreas Kron                      |         |
| 2023 | Thibau Nys              | Marc Hirschi               | Peio Bilbao López de Armentia     |         |
| 2024 | Maxim Van Gils          | Alberto Bettiol            | Roger Adrià Oliveras              |         |